# カフ計画

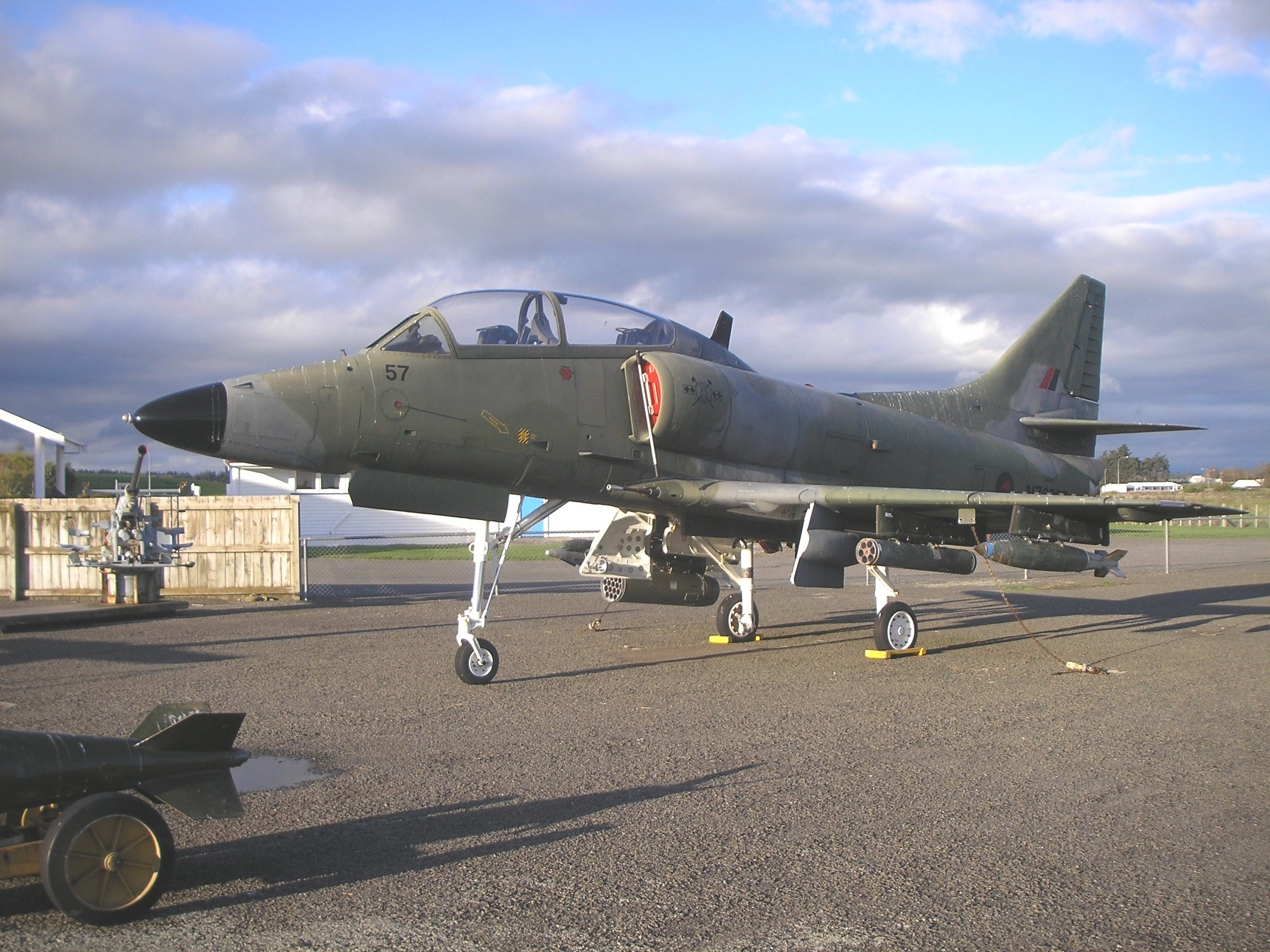
オハケア空軍基地のニュージーランド空軍博物館で展示中のTA-4K（2007年）

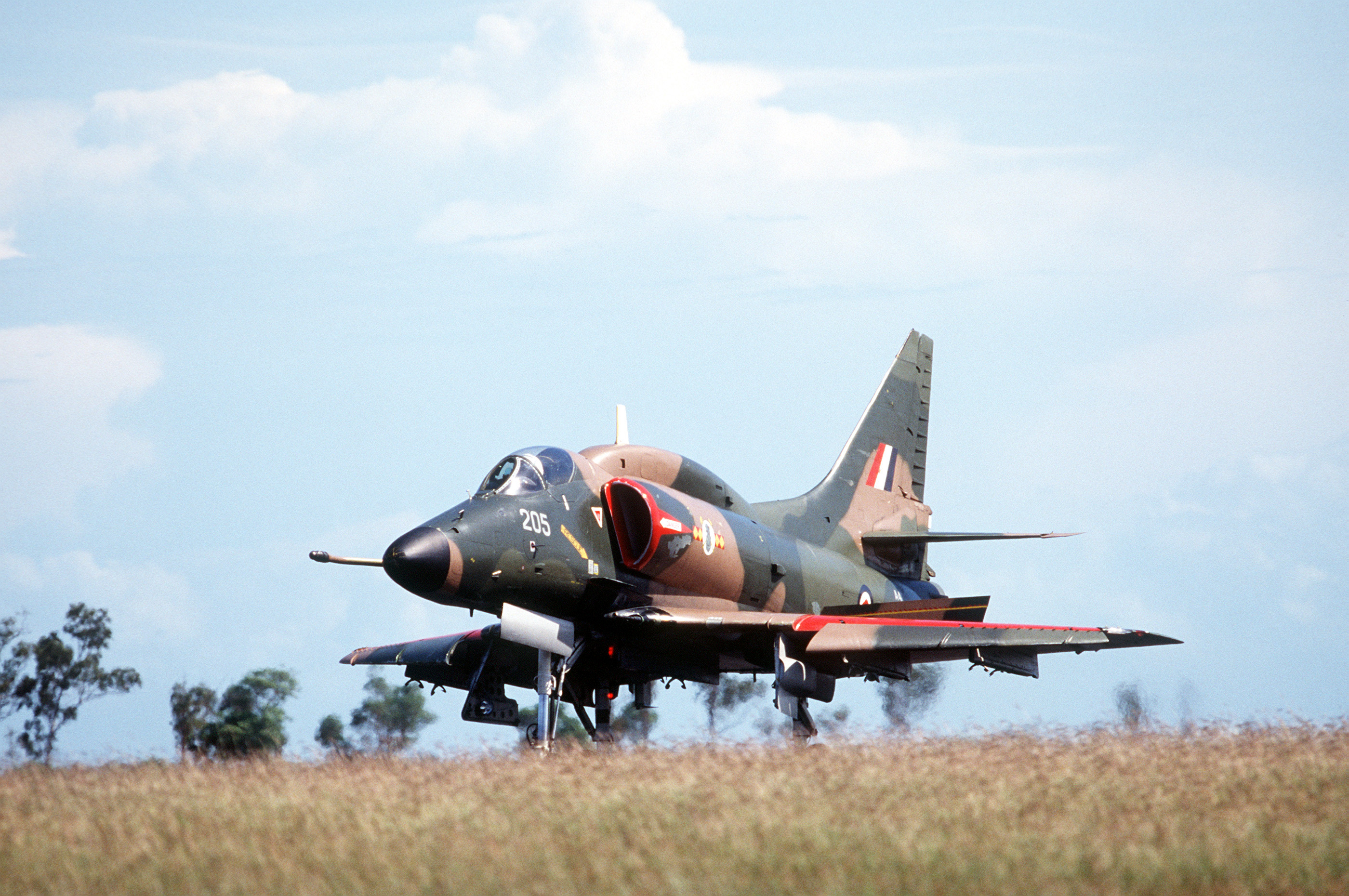
1984年のA-4K、コクピット後方にコブ状の構造物が見える

カフ計画（Project Kahu）は、ニュージーランド空軍のA-4K近代化計画である。カフ（Kahu）とは、マオリ語でチュウヒを指す。

## 概要
1986年より開始されたA-4Kの近代化計画は、
- 海上走査に最適化されたAPG-66NZレーダー
- コックピットの改良（HOTAS化及び2つのCRTモニターによるグラスコックピット化）
- MIL-STD 1553（英語版）データ・バス
- リットン（英語版）LN-93慣性航法装置
- フェランティ4510ヘッドアップディスプレイ
- ヴィンテン（Vinten）の機上映像記録装置
- AN/ALR-66レーダー警戒装置
- AN/ALR-39チャフ・フレアディスペンサー

からなっていた。
機材の小型化が進んだことで、機体内部に機器を搭載できるようになったことにより、コックピット後方のアビオニクスパックは排除された。この変更に伴い、翼・機体構造の一部は再設計され、配線は交換された。構造物上に位置していたブレード状の計器着陸装置（ILS）のアンテナは、コックピット後方の機体上面に取り付けられている。
1億4千万ニュージーランド・ドルを投じたこの計画により、A-4KはF-16やF/A-18と同等の電子機器を搭載し、AIM-9L、AGM-65、GBU-16レーザー誘導爆弾などの運用能力を獲得した。
A-4KとTA-4Kは、旧オーストラリア海軍機のA/TA-4G 10機を含めた20機が改修された。1999年にはF-16への更新が計られたが、この更新計画は実現しないまま、2001年12月13日に飛行隊が解散、2004年までに全機退役した。